# Tulsita
Tulsita és una concentració de població designada pel cens dels Estats Units a l'estat de Texas. Segons el cens del 2000 tenia 20 habitants.

## Demografia
Segons el cens del 2000, Tulsita tenia 20 habitants, 8 habitatges, i 6 famílies. La densitat de població era de 3,9 habitants per km².
Dels 8 habitatges en un 37,5% hi vivien nens de menys de 18 anys, en un 37,5% hi vivien parelles casades, en un 25% dones solteres, i en un 25% no eren unitats familiars. En el 12,5% dels habitatges hi vivien persones soles el 12,5% de les quals corresponia a persones de 65 anys o més que vivien soles. El nombre mitjà de persones vivint en cada habitatge era de 2,5 i el nombre mitjà de persones que vivien en cada família era de 2,83.
Per edats la població es repartia de la següent manera: un 40% tenia menys de 18 anys, un 0% entre 18 i 24, un 20% entre 25 i 44, un 30% de 45 a 60 i un 10% 65 anys o més.
L'edat mediana era de 34 anys. Per cada 100 dones de 18 o més anys hi havia 71,4 homes.
La renda mediana per habitatge era de 16.250 $ i la renda mediana per família de 23.125 $. Els homes tenien una renda mediana de 24.063 $ mentre que les dones 0 $. La renda per capita de la població era de 7.412 $. Aproximadament el 37,5% de les famílies i el 56% de la població estaven per davall del llindar de pobresa.

## Poblacions més properes
El següent diagrama mostra les poblacions més properes.